# 天主教伊瓦格總教區
天主教伊瓦格總教區（拉丁語：Arcidioecesis Ibaguensis）是哥倫比亞一個羅馬天主教總教區，下轄五個教區。
教區於1900年5月20日成立，1974年12月14日升為總教區。
總教區管轄托利馬省北部，2006年時有504,310名教友（佔轄區總人口90.0%）。教區下轄55個堂區和101名司鐸。現任總主教為賀朗·羅阿-巴爾沃薩，輔理主教為彌額爾·威田南·貢薩萊斯-馬里尼奧，榮休總主教為弗拉維奧·卡列·薩帕塔。